# Ismat T. Kittani
Ismat Taha Kittani (5. april 1929 i Madja – 23. oktober 2001) var en irakisk diplomat. Han var præsident for FNs generalforsamling fra 1981 til 1982.